# Berkeley, Kalifornija
Berkeley je sveučilišni grad u američkoj saveznoj državi Kaliforniji. Godine 2009. imao je 107.178 stanovnika.
Nalazi se u okrugu Alameda, na istočnoj obali Zaljeva San Francisca. Susjedni su mu gradovi Alameda, Oakland i Emeryville, a s druge strane zaljeva i San Francisco.
Na ovom su području živjeli Indijanci iz jezične skupine Costanoan. Prvi se bijeli doseljenici pojavljuju krajem 18. stoljeća. U Berkeleyju se nalazi jedno od najstarijih sveučilišta u Kaliforniji, osnovano 1868. godine, koje se, zajedno s okolnim farmama i rančevima, godine 1878. ujedinilo u grad Berkeley.

## Vanjske poveznice
- Službena stranica (engl.)

### Ostali projekti
|  | Zajednički poslužitelj ima još gradiva o temi Berkeley, Kalifornija |